# Vyznání smrti
Vyznání smrti je demo kapely Debustrol. Bylo nahráno 17.8.1988. Demo na CD bylo vydáno v roce 2003, na vinylu vyšlo v roce 2008.

## Seznam skladeb
Side A
1. Antikrist
2. Údolí hádu
3. Apokalypsa
4. Příchod zla
5. Velký hřbitov
6. Vidlov Chotětov

Side B
1. Protest
2. Nekrokrematorium
3. Vstaň z hrobu
4. Vyznání smrti
5. Konec

## Album bylo nahráno ve složení
- Kolins – kytara, zpěv
- Trifid – kytara
- Cizák – baskytara
- Martin Melmus – bicí